# Sext Rosci
Sext Rosci (en llatí Sextus Roscius) era un notable de la ciutat d'Amèria a l'Úmbria, fill d'un dels homes més rics de la ciutat. Formava part de la gens Ròscia, una antiga gens romana d'origen plebeu.
Acusat de matar el seu pare l'any 80 aC, va ser defensat per Ciceró en un discurs que encara es conserva, Pro Roscio Amerino, que va ser el primer que va pronunciar l'orador en un delicte d'assassinat.
Sext Rosci pare viatjava a Roma freqüentment, i es relacionava amb l'aristocràcia romana. En una d'aquestes visites va ser assassinat prop dels Banys Palatins, quan tornava d'un banquet. En realitat la seva mort havia estat una conspiració duta a terme per dos veïns i parents, Tit Rosci Capitó i sobretot Tit Rosci Magne, que no odiaven la persona, però cobejaven les seves riqueses. Aquests van acusar el jove Rosci que ni tan sols era a Roma quan el pare va morir allí. Rosci fill va ser proscrit, tot i que Sul·la havia prohibit la persecució dels proscrits a partir de l'any 81 aC, i les seves propietats confiscades i comprades per Magnus i un favorit de Sul·la de nom Crisògon. Les queixes davant d'aquesta manifesta injustícia per part dels decurions de la ciutat d'Amèria a Sul·la, van induir als conspiradors a matar el jove, ja que no veien possible consolidar les seves propietats si encara era viu. El noi es va salvar refugiant-se a casa de Cecília, filla de Quint Cecili Metel Baleàric. Els assassins, ja que no el podien matar físicament, van decidir fer-ho judicialment. Van contractar un cert Eruci que el va acusar de l'assassinat del seu pare, i van pagar un nombre suficient de testimonis perquè juressin que havia estat així. Se sentien segurs de guanyar el judici, ja que creien que ningú es voldria enfrontar a Sul·la portant una acusació contra el seu llibert. Quan va anar a judici Ciceró va atacar Crisògon amb la màxima severitat, i les proves eren tan clares que els jutges no van tenir altra alternativa que declarar Sext Rosci innocent. Ciceró va debutar com a gran advocat en aquest procés que li va donar molta fama per la defensa del jove, que ningú havia volgut assumir contra un favorit de Sul·la.